# Евсей
Евсе́й — мужское русское личное имя греческого происхождения; восходит к др.-греч. εὖσέβιος («эусебиос») — «благочестивый». Византийская церковная форма имени — Евсевий. Имя — одно из немногих собственно христианских имён; появилось как личное имя и получило распространение среди первых христиан.
В христианском именослове имя соотносится с несколькими раннехристианскими святыми: мучеником Евсевием, обращённым в христианство апостолами Иасоном и Сосипатром (I век); Евсевием Никомидийским, согласно преданию, придворному Диоклетиана, казнённому в 303 году по приказу императора; преподобным Евсевием Пустынником (IV век); и другими.
Разговорные формы имени: Авсей, Овсей, Евсий, Ивсей.
Краткие и уменьшительные формы: Евсейка, Евся, Евсюта, Еся, Сева.
В русской традиции именования имя Евсей не относилось к широко распространённым именам, однако существуют русские и украинские фамилии, образованные от разных форм имени: Евсеев, Авсеев, Авсеенко, Овсеев, Овсеенко, Евсеенков, Авсейкин, Авсюков, Евсеичев, Евсейкин, Евсюков, Евсютин, Евсюткин, Евсюхин, Евсюшин, Евсюшкин, Овсеев и др. 
Имя в XX веке практически вышло из употребления: его не содержат ни статистические подсчёты имён новорождённых В. А. Никонова по некоторым регионам центральной России за 1961 год, оно не отмечается в сведениях А. В. Суперанской и А. В. Сусловой по Ленинграду за 1960-е — 1980-е годы даже в числе редчайших имён.

## Именины
- Православные (даты даны по григорианскому календарю)[1]: 27 января, 2 февраля, 5 февраля, 12 февраля, 28 февраля, 5 апреля, 8 апреля, 7 мая, 11 мая, 13 июня, 5 июля, 4 октября, 7 октября, 17 октября, 20 октября, 1 ноября, 11 декабря, 23 декабря